# بيت الشيخ سعيد آل مكتوم

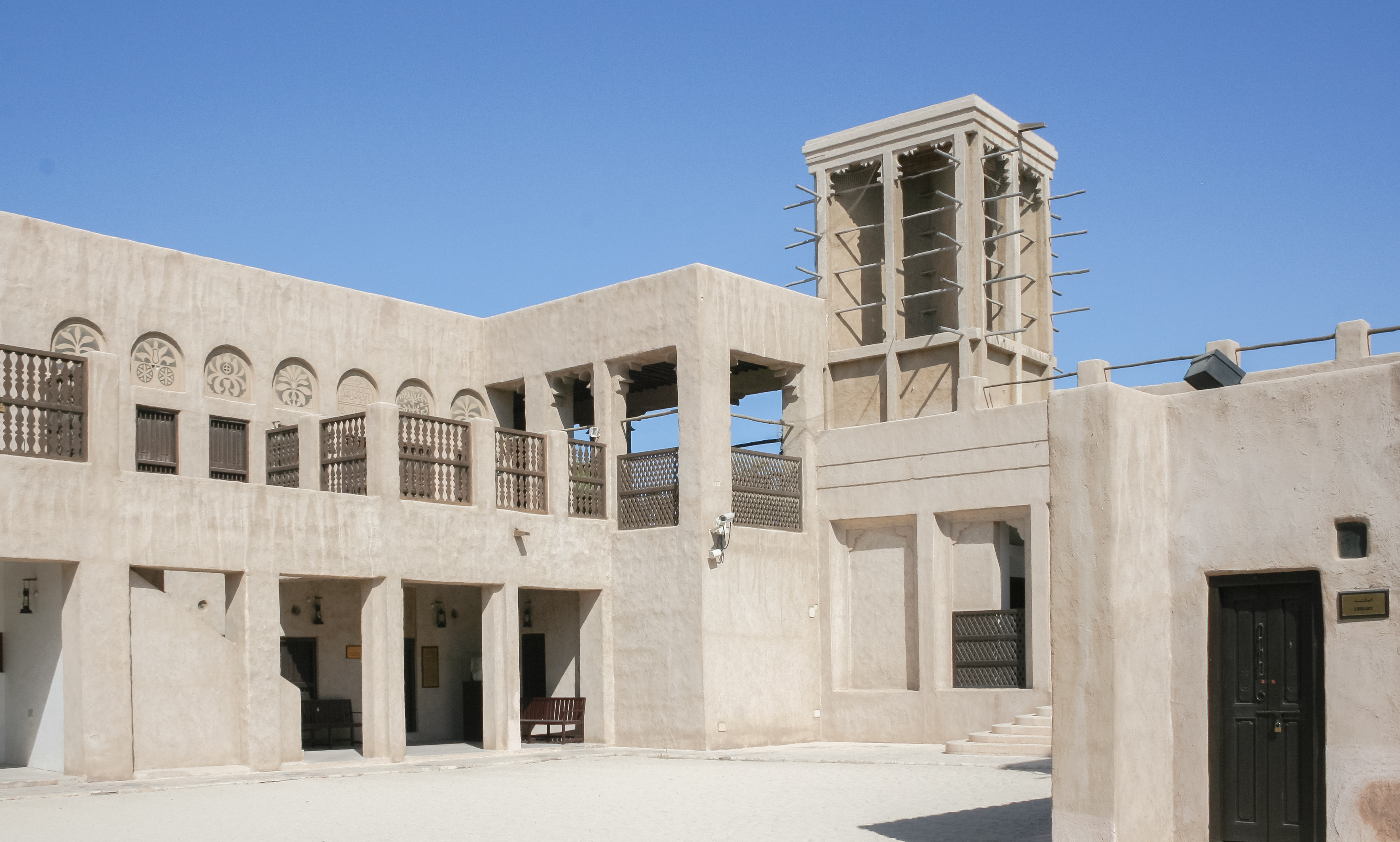
بيت الشيخ سعيد آل مكتوم مع البراجيل في الشندغة.

بيت الشيخ سعيد آل مكتوم هو مبنى تاريخي وحي سكني سابق لسعيد بن مكتوم آل مكتوم ، الحاكم السابق لدبي في الإمارات العربية المتحدة .
يقع المبنى على طول خور دبي في منطقة الشندغة . شيد البيت حوالي عام 1896  كمقر لعائلة آل مكتوم . حيث استخدم المرجان المغطى بالجير والرمال لبنائه، كما يتميز البيت بتصميم معماري اسلامي من حيث السقف المرتفع والمداخل المقوسة والنوافذ المنحوتة، ويتكون من طابقين بمدخلين كبيرين يصل أحدهما إلى فناء البيت الداخلي الواسع الذي تحيط به بقية أقسام المنزل التي تشمل، المجلس، وغرف المعيشة، والمخازن، والمطابخ، أما الطابق الثاني فيتميز باطلالته المباشرة على الخور وشرفاته الواسعة ويضم أيضاً مجموعة من الغرف، وتعلو المنزل أربعة براجيل كانت تستخدم من أجل عملية التهوية والتبريد. وقد تمت إعادة ترميم المنزل في العام 1986 وتحويله الى متحف وطني توثيقي يحتوي على قطع أثرية وصور عن تاريخ دبي القديمة حيث تم افتتاحه للزوار في العام 1996. يتم توزيع العروض على 9 أجنحة ، على النحو التالي: تاريخ منزل سعيد آل مكتوم ، عائلة آل مكتوم ، دبي القديمة ، الحياة البحرية ، مناظر من دبي ، الحياة الاجتماعية في دبي ، العملات المعدنية والطوابع ، الوثائق التاريخية والخرائط. تبلغ مساحة البناء الإجمالية 3600 متر مربع.

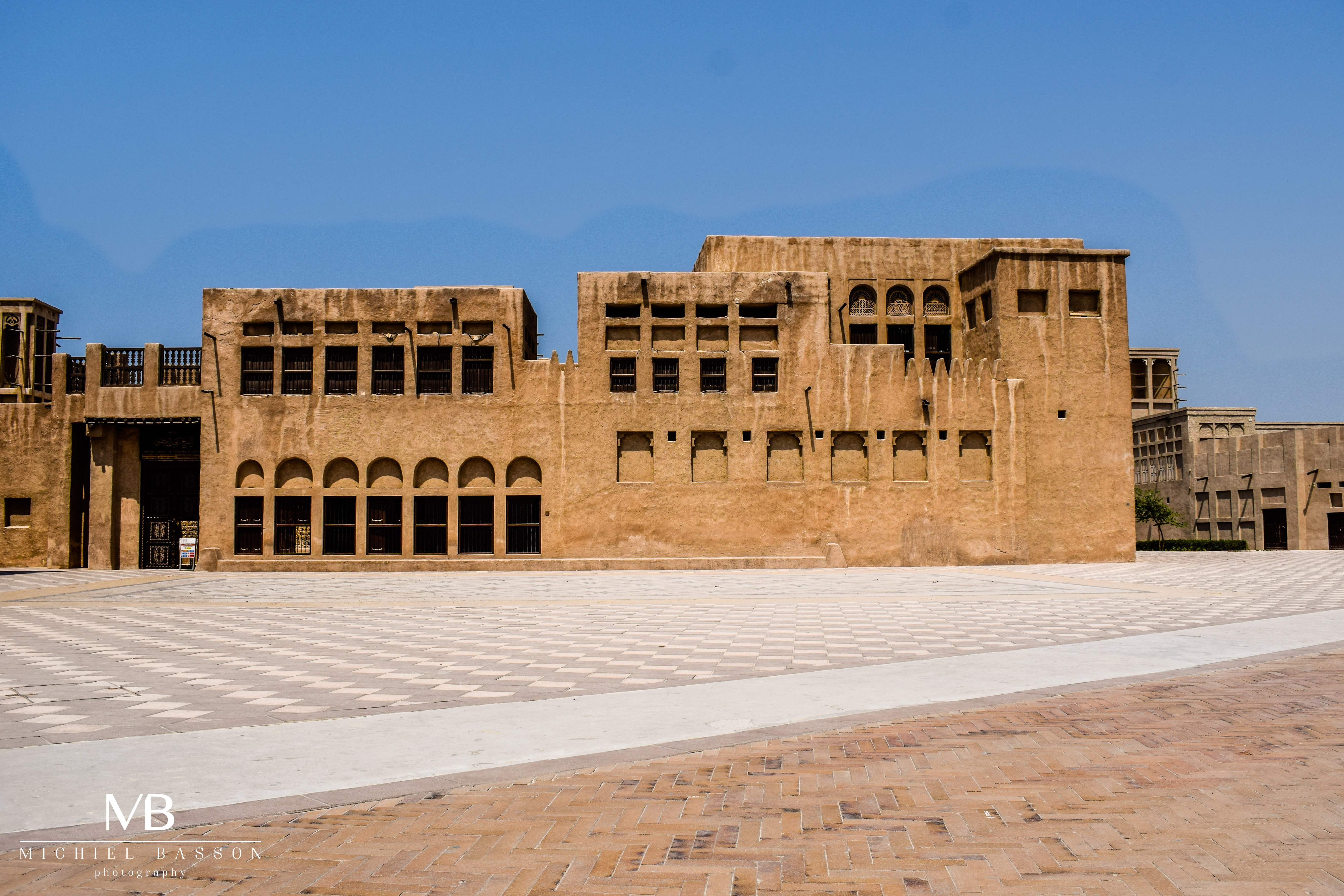
صورة جانبية لبيت الشيخ سعيد آل مكتوم

ظل المبنى سكن الشيخ سعيد آل مكتوم حتى وفاته عام 1958. الموقع هو أيضًا مسقط رأس أبنائه وأحفاده.

## معرض الصور

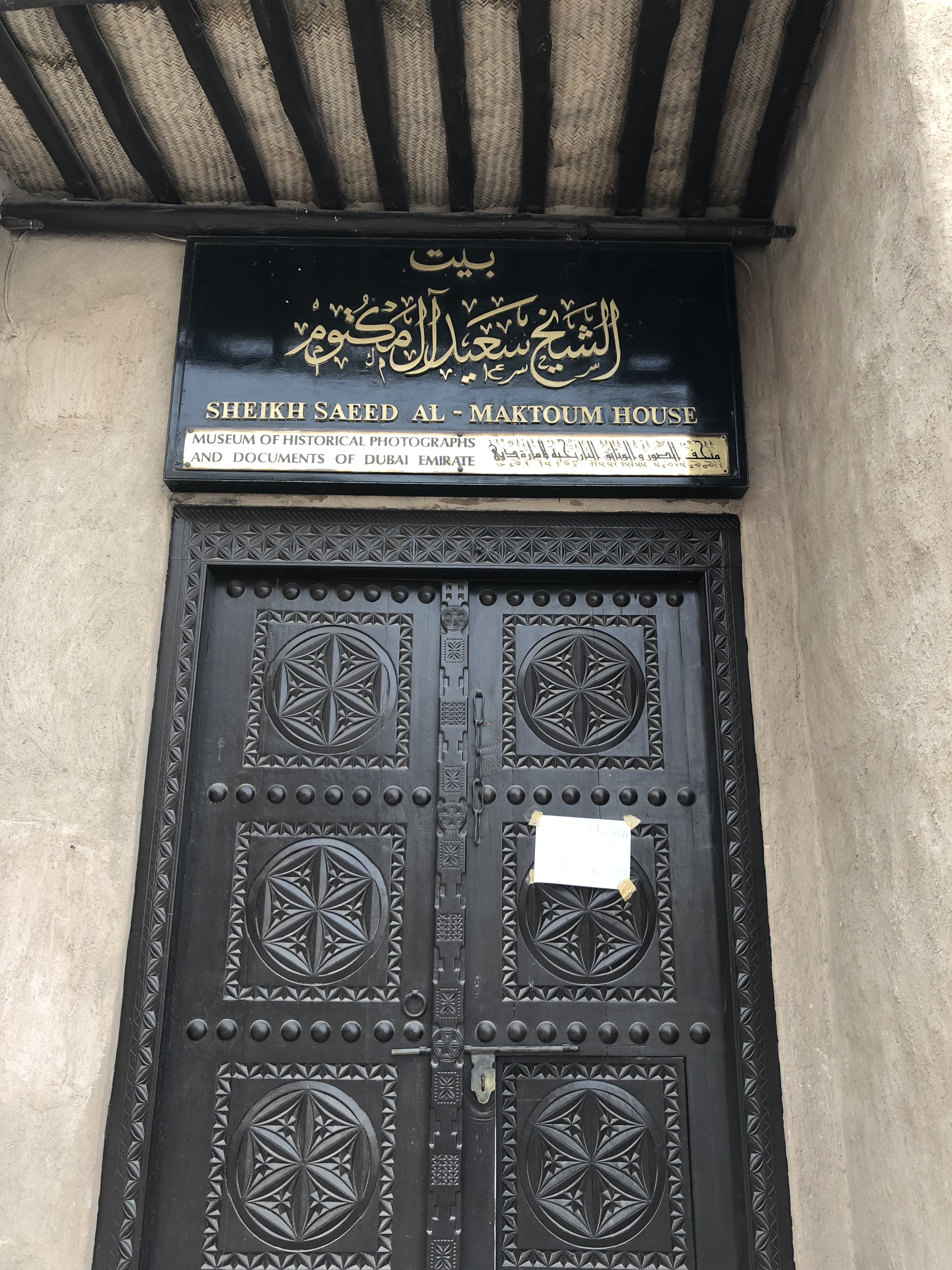
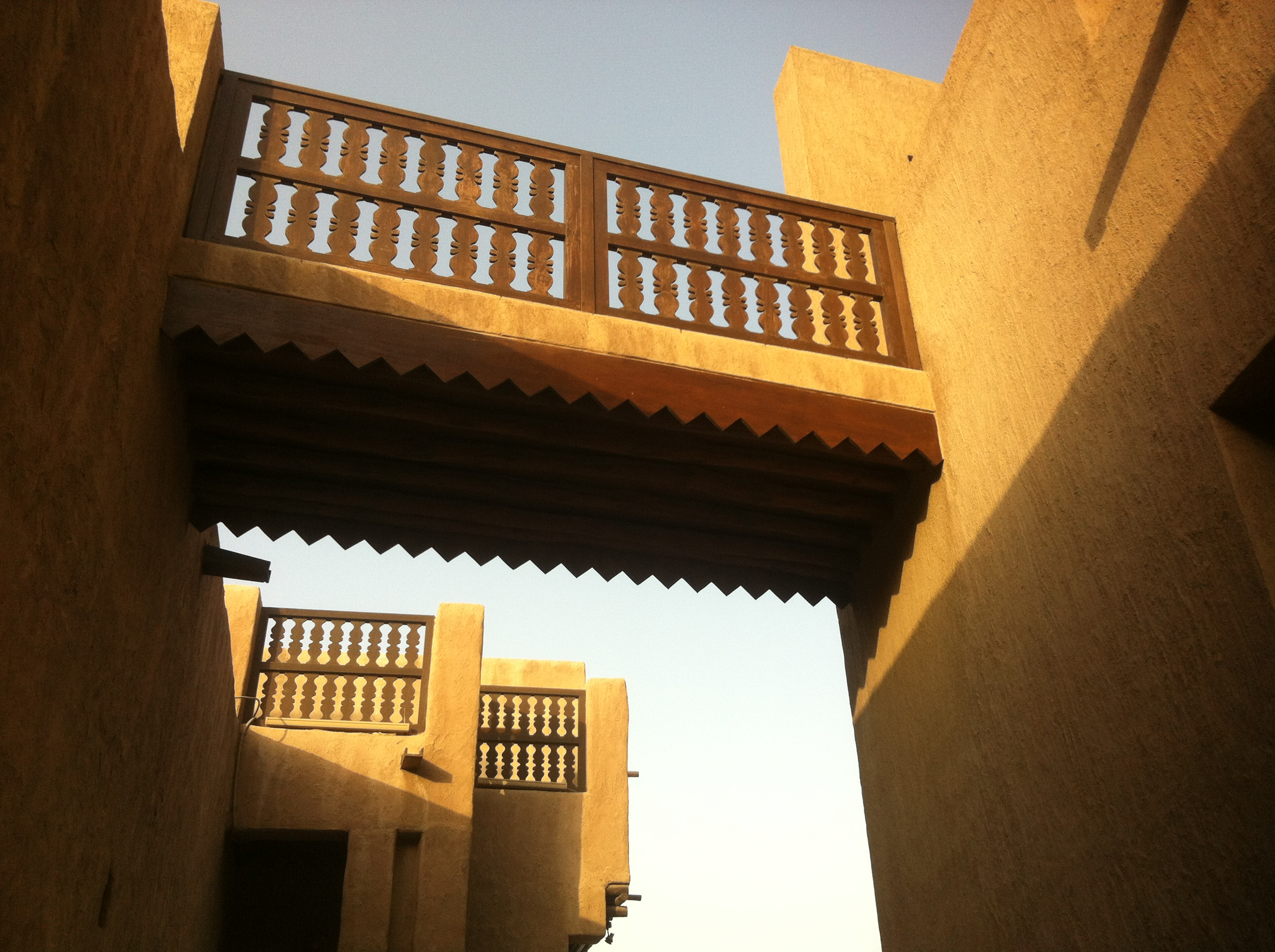
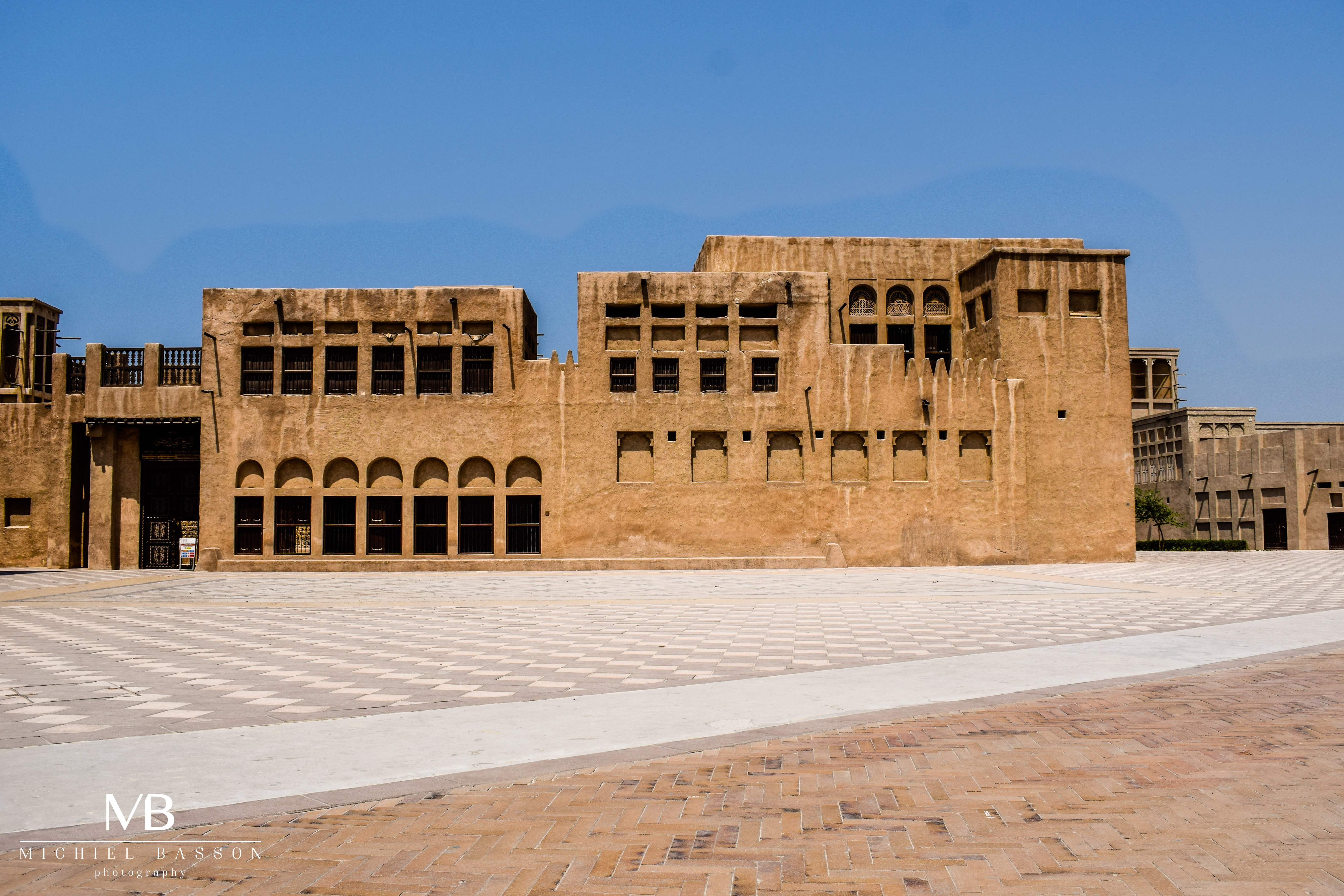
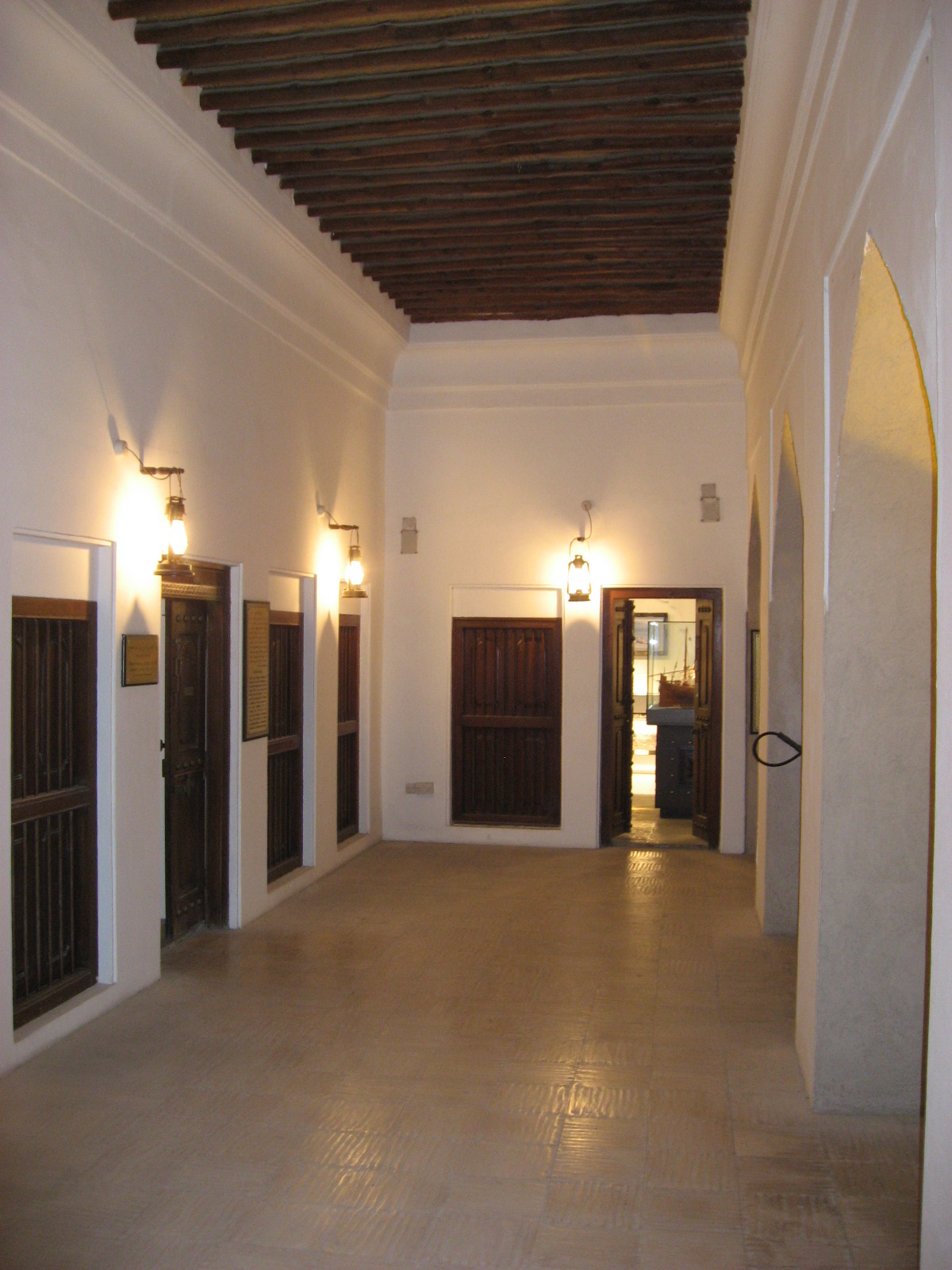
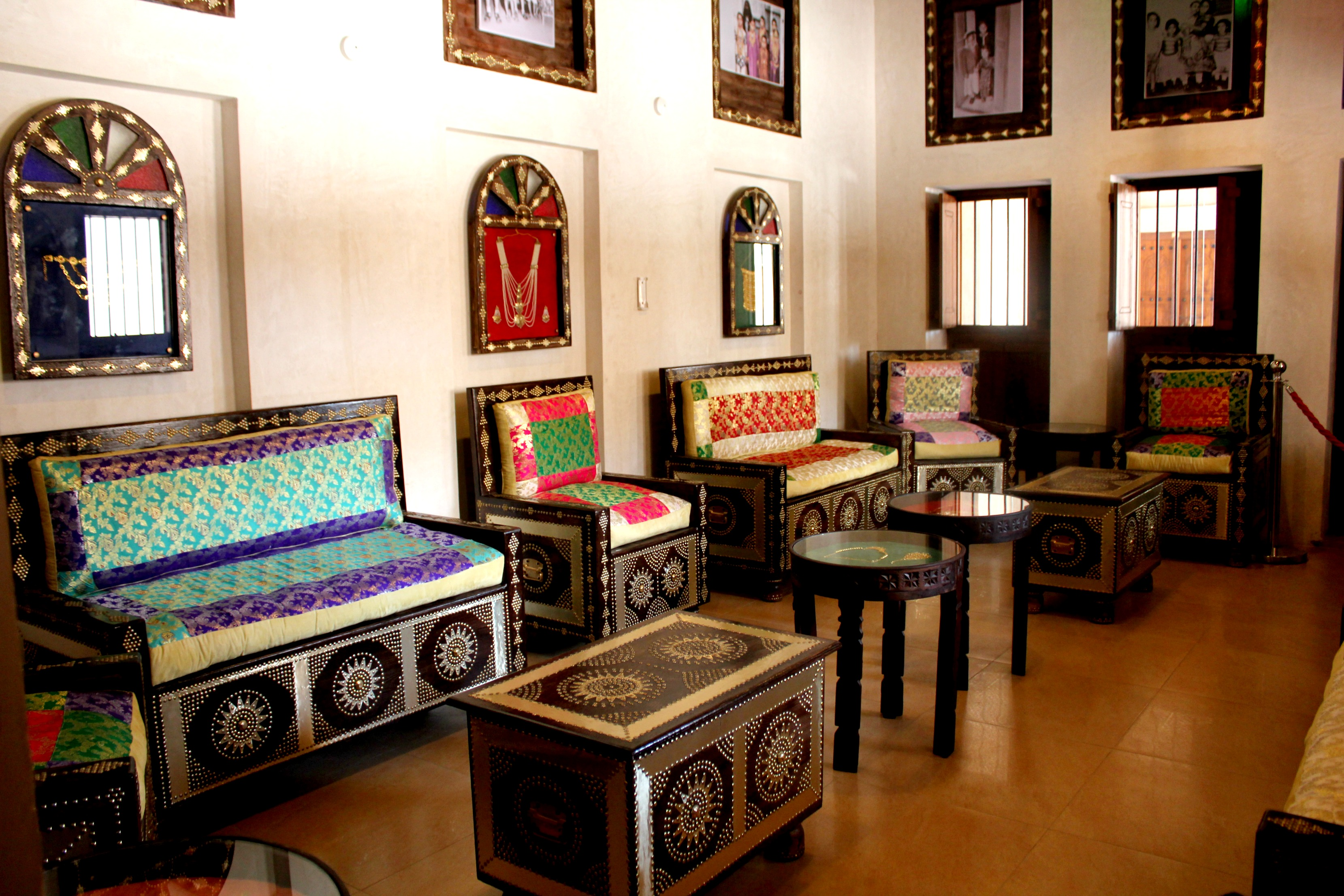
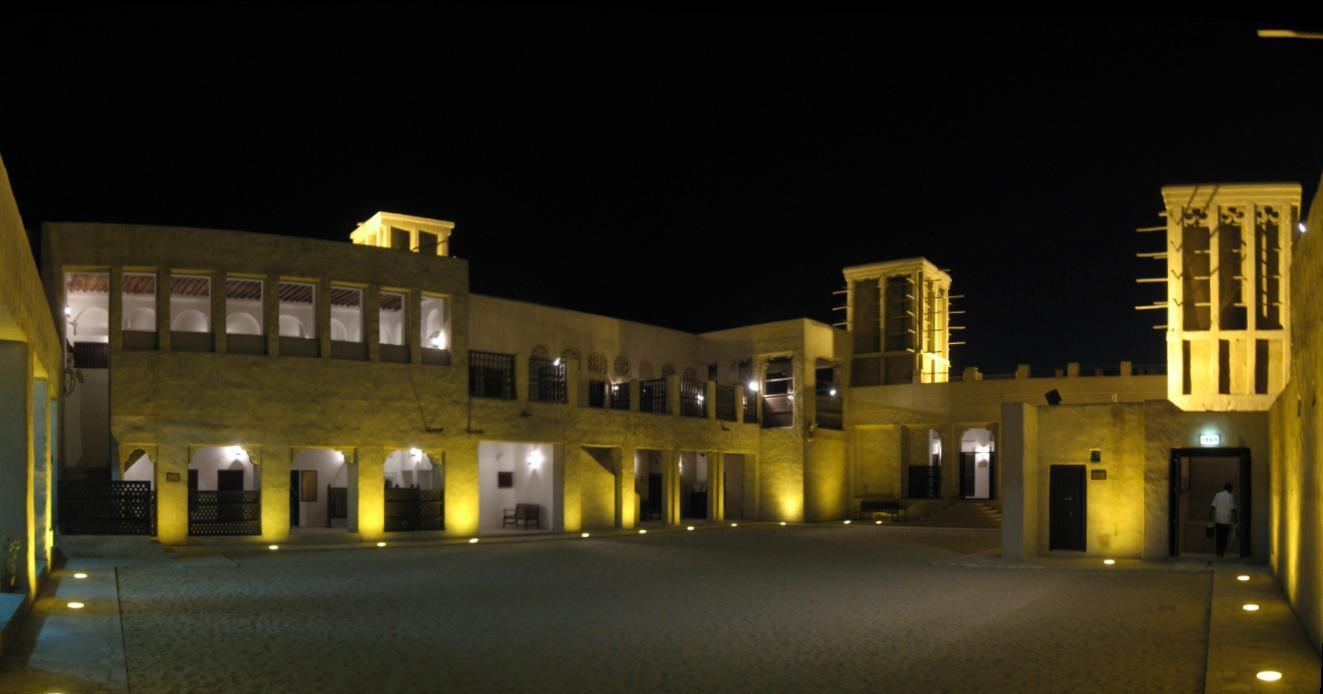

## روابط خارجية
- بيت الشيخ سعيد آل مكتوم ، هيئة دبي للثقافة والفنون